# Mark Weiser
Mark Weiser (Chicago, Illinois, 23 de julio de 1952-27 de abril de 1999), fue científico informático y director de tecnología en Xerox PARC. Weiser Fue el ideólogo de la computación ubicua, un término que acuñó en 1988. Dentro de Silicon Valley, Weiser fue ampliamente visto como un visionario y pionero informático, y sus ideas han influido en muchos de los científicos informáticos más importantes del mundo.

## Biografía
Estudió Ciencia de la Comunicación y la Informática en la Universidad de Míchigan. Luego de recibir su maestría y doctorado en informática y ciencias de la comunicación, se unió al departamento de informática de la Universidad de Maryland, College Park, donde enseñó durante 12 años. Escribió o fue coautor de más de 75 publicaciones técnicas sobre temas como la psicología de la programación, corte de programas, sistemas operativos, entornos de programación, recolección de basura y ética tecnológica. Fue miembro de la ACM, la IEEE Computer Society y la Asociación Estadounidense para el Avance de la Ciencia. 

## Tecnología Ubicua
El concepto de ubicuidad en las TIC, fue introducido por Weiser en 1988 trabajando para el Computer Science Laboratory en Xerox PARC y adquirió reconocimiento mundial en 1991 con el trabajo “The Computer for the 21st Century”.
Sobre esta teoría aplicativa Weiser escribió sobre dos bases fundamentales: El sistema distribuido y la computación móvil y que ambos sistemas funcionaban sobre cuatro cimientos: el uso inteligente de espacios eficaces; invisibilidad; escala local y ocultación de los desniveles de acondicionamiento. Weiser propone y se basa en que la interacción actual operador-computador no es la ordenada. En su libro expuso que "La computadora es un punto de conexión demasiado enredado, su manejo requiere mucha atención exclusiva, quitando la atención al usuario de la tarea que debe hacer".
Weiser utilizaba con frecuencia la "Realidad Virtual" para tratar de explicar sus ideas por contraposición y comparación. Decía que las tecnologías ubicuas son opuestas a la RV. Donde ésta trata de poner a la vida de las personas dentro de un mundo generado por computadora, las tecnologías ubicuas fuerzan a la computadora a que conviva con las personas en el mundo real. Intentó plasmar el concepto de ubicuidad que debían tener las TIC en la idea de “anytime, anywhere”.

## Incorporar la informática a objetos
A Weiser le pareció lógico defender el "ocaso" de las computadoras, pero decía que entendiéramos bien este término, proponía que las computadora personales sean sustituidas por computadoras invisibles encajadas en objetos de uso diario. Cuando en 1991 propone esta teoría, el nivel de tecnología era demasiado costoso y la Xerox, empresa para la cual trabajaba, descarta de plano realizarlo. A partir de 1998 se comenzó a aplicar su teoría, la cual Weiser no pudo ver concluida.